# Riofrío de Aliste
Riofrío de Aliste es un municipio y localidad española de la provincia de Zamora, en la comunidad autónoma de Castilla y León.
Antes conocido como Riofrío de Tábara, cuenta con un término municipal compuesto por cuatro núcleos de población, Riofrío de Aliste (cabecera del municipio), Sarracín de Aliste, Cabañas de Aliste y Abejera ubicados en la ladera Sur de la sierra de la Culebra. Se sitúa en la zona norte de la comarca de Aliste, Tábara y Alba y tiene como municipios limítrofes a Ferreras de Arriba al norte, Tábara y Ferreruela al este, Gallegos del Río y San Vicente de la Cabeza al sur y Mahíde al oeste.
De este municipio destaca, por su notoriedad y riqueza cultural, las "mascaradas de invierno" que sus habitantes celebran cada uno de enero y que en Riofrío de Aliste reciben el nombre de los Carochos. La singularidad de esta fiesta popular ha sido objeto de especial reconocimiento con su declaración de Fiesta de Interés Turístico Regional de Castilla y León.

## Geografía
Riofrío de Aliste, cabecera del municipio, está situado en el valle que forma el río Becerril o río Frío que le da el nombre.
La ladera sur de la sierra de la Culebra está formada por materiales cuarcíticos que afloran en sus cumbres: Peña Fragosa (1183 m), Peña del Modorrón (1190 m), Peña del Cuervo (1194 m), Piñedo (1209 m), Peña Águila (1123 m) y Peñas Altas (1140 m), siendo frecuentes las formaciones forestales (encinas, robles, alcornoques, madroños y pinos de repoblación, además de formaciones riparias en los cursos de agua con alisos, fresnos, sauces..., y grandes extensiones de formaciones arbustivas, etc.) y áreas deprimidas de material litológico pizarroso y arcilloso donde se encuentran los núcleos de población y los terrenos cultivados o “faceras” con cereal de secano y por tanto más antropizados.
Es un paisaje humanizado desde antiguo (presencia de castros, minas romanas...), y la adaptación del ser humano a las condiciones del medio ha favorecido a la formación del paisaje típico que observamos actualmente en la comarca de Aliste, Tábara y Alba. Este paisaje es por lo tanto, fruto de una combinación dinámica y en constante evolución, de elementos y factores tanto naturales (físicos, químicos y biológicos) como antrópicos (sociales, económicos y culturales), que se interrelacionan entre sí.

### Clima
El clima es mediterráneo con connotaciones continentales caracterizado por inviernos fríos y veranos secos y calurosos. La temperatura media anual es de 11 °C, siendo la máxima de 28.5 °C y la mínima de –1.4 °C, con una precipitación media de 661 mm/año.

### Hidrografía
Los cursos de agua tributarios del río Aliste como el río Becerril o Riofrío, y multitud de arroyos que forman las “urrietas” o “furnias” como el arroyo de las Carboneras, arroyo de la Mouta, arroyo del Cuesto, arroyo de la Sierra... también son abundantes los manantiales, fuentes y surgencias de agua sobre todo en las laderas de la sierra de la Culebra.

### Flora
La vegetación vendrá determinada por los rasgos climáticos y por la acción antrópica tan acusada y antigua. La vegetación potencial de la sierra de la Culebra estaría formada por especies de transición entre un clima mediterráneo y un clima atlántico, así se observan formaciones de encinas, alcornoques y madroños acompañados por un estrato arbustivo de jaras y cantuesos (típica vegetación mediterránea) y formaciones de tipo más atlántico como los robles melojos, quejigos y castaños acompañados de brezos y escobas. La acción humana ha hecho mella y gran parte de la sierra está representada por comunidades de diferentes especies de pinos, fruto de las repoblaciones y extensas áreas de matorral debido a los constantes incendios, en los valles y zonas de vaguada el terreno se cultiva. Por lo tanto estamos ante una diversidad de ecosistemas notable, y la presencia humana durante tanto tiempo, al igual que su adaptación al medio, han provocado en este paraje la dicotomía de área salvaje a la vez que “domada”.

### Fauna
La fauna está caracterizada por las importantes poblaciones de ciervo, corzo y lobo (concentración más alta de toda España), entre otras muchas especies como jabalí, gato montés, mustélidos y una valiosa ornitofauna (aguilucho cenizo, águila real, milano real, milano negro, búho real, arrendajo, abejaruco, chotacabras...) y comunidades de reptiles y anfibios (culebra bastarda, de escalera, lagarto ocelado, tritones...).

### Espacios naturales
La sierra de la Culebra está declarada Reserva Regional de Caza (65 891 ha) desde 1973, repartidos en doce municipios (41 localidades) total o parcialmente, y al término de Riofrío de Aliste le corresponden 5658 ha, lo que supone el 8,6 % de la reserva.
Además de estar declarada como Espacio Natural Protegido por la comunidad de Castilla y León, forma parte de la Red Natura 2000 al igual que las riberas del río Aliste, próximas al entorno de la localidad de Riofrío. También está integrada como Lugar de Interés Comunitario (L.I.C.) para poder ser en su día Zona de Especial Conservación (Z.E.C.).
Se trata de una sierra de altitudes moderadas en torno a los 1000-1200 m, de relieve apalachense de origen hercínico constituida por materiales cuarcíticos y pizarrosos con una dirección NO-SE.

## Historia

### Prehistoria
El término de Riofrío supone una tierra poblada desde muy antiguo, tal y como atestiguan los numerosos castros de la Edad de Hierro que podemos observar a lo largo de toda la sierra de la Culebra. Estos enclaves presentes también por otras zonas montañosas de España, tenían una función defensiva, y sus pobladores eran de origen astur, pueblo prerromano que se ubicaba al oeste del río Ástura (actualmente denominado Esla).

### Época romana
Con la llegada de los romanos a la península, se produjo una articulación del territorio para dar salida a las numerosas materias primas que por estas tierras había, entre ellas el hierro. Así, se observan multitud de escorias (restos de alguna fundición) donde se conservan aún en día topónimos que hacen referencia a estas explotaciones, algunas de ellas cercanas a Riofrío (Ferreras, Ferreruela,...), al igual que restos de la calzada que unían Braga y Astorga.

### Edad Media
Del paso de la civilización árabe se debe hacer referencia a la toponimia, ya que no han quedado restos arquitectónicos o materiales que lo evidencien. Dentro del municipio, el topónimo Sarracín de Aliste pudiera provenir de sarraceno, nombre dado por los cristianos a los árabes. Sin embargo, esta última hipótesis, sugerida por Vernet Ginés (1959), parece improbable, dado que exige una preservación del lenguaje que va más allá de la mera memoria léxica. Y es que Sarracín era un nombre bastante frecuente en la Edad Media dentro de los reinos cristianos, especialmente en la etnia mozárabe (cristianos que habían estado o estaban aún bajo dominio musulmán). Como nombre personal, daba lugar a apellidos patronímicos: así en 1094 un tal Vermut Sarraciniz (= Bermudo Sarracínez, en Valle de Salmas, junto a Zamora). En un documento en latín de 852 firma un “Sarrazinus presbiter testis”. Asimismo, en la documentación del reinado de Fernando I de León se recoge un "Sarracín Núñez", mientras que en el siglo X se recoge como apellido este topónimo, siendo "Nuño Sarracín" un magnate cercano a Ordoño IV de León.
En todo caso, durante la Reconquista tuvo lugar una importante repoblación de la zona, quedando integrado el término de Riofrío en el Reino de León. En las comarcas de Aliste y Tábara este proceso dejó su huella en algunos de los nombres de las localidades, ya que tomaron el del origen de sus repobladores, como en los casos de Gallegos del Río y Gallegos del Campo (repoblados con gentes de Galicia), Bercianos de Aliste (repoblado con gentes de la comarca leonesa del Bierzo) o Faramontanos de Tábara (repoblado con gente de las montañas del norte, a los que se denominaba foramontanos), etc.

### Edad Moderna
Ya en la Edad Moderna, a partir del siglo XV podemos hablar en Aliste de una economía claramente de subsistencia basada en la agricultura y ganadería, hecho que se prolonga hasta bien entrado el siglo XX. Según el catastro del marqués de la Ensenada de 1752 habría que resaltar la gran importancia que tenían los molinos y batanes situados en las riberas de los ríos y arroyos del municipio, con 28 molinos y 4 batanes.
En esta época, Riofrío pertenecía al Partido de Tábara, al igual que Abejera, tal y como recoge Tomás López en su Mapa de la Provincia de Zamora de 1773. Sin embargo, las localidades de Sarracín y Cabañas se encontraban integradas dentro del Partido de Alcañices. Es por ello que Riofrío fue popularmente conocido hasta 1917 como Riofrío de Tábara (aunque oficialmente se denominaba Riofrío simplemente), mudando entonces su nombre a Riofrío de Aliste.
Precisamente en la Edad Moderna fue fundada la pedanía de Abejera, que tuvo su carta de naturaleza en el año 1541, debiéndose al Señorío de Tábara, señorío que posteriormente fue elevado a la categoría de Marquesado, y del cual dependieron Abejera y Riofrío.

### Edad Contemporánea
En el siglo XIX, al crearse las actuales provincias en la división provincial de 1833, Riofrío quedó encuadrado en la provincia de Zamora, dentro de la Región Leonesa, siendo adscrito un año después al partido judicial de Alcañices, al cual perteneció hasta 1983, cuando fue suprimido el mismo e integrado en el partido judicial de Zamora.
Asimismo, en torno a 1850, el término de Riofrío tomó su actual extensión territorial, al integrar en su seno a las localidades de Abejera, Sarracín de Aliste y Cabañas de Aliste. Hasta la reforma de la nomenclatura municipal de 1916 el municipio se llamaba simplemente Riofrío. En dicha fecha su nombre fue modificado por el de Riofrío de Aliste.

## Geografía humana

### Demografía
Cuenta con una población de 599 habitantes (INE 2024).
| Gráfica de evolución demográfica de Riofrío de Aliste entre 1842 y 2021 |
| |
| Población de derecho según los censos de población del INE Población de hecho según los censos de población del INEEn estos censos se denominaba Riofrío: 1842, 1857, 1860, 1877, 1887, 1897, 1900 y 1910 Entre el censo de 1857 y el anterior, crece el término del municipio porque incorpora a 495000 (Abejera), 495019 (Cabañas de Aliste) y 495140 (Serracín de Aliste) |

La población de la comarca de Aliste, Tábara y Alba supone el 8,4 % de la provincia de Zamora, siendo su mayor característica la avanzada edad de la mayoría de sus efectivos (envejecimiento de la población) y la pérdida de individuos en la última mitad del siglo XX (éxodo rural, de 41 634 habitantes en 1950 se pasa a 20 362 en el año 2000, casi un 50 % menos en cincuenta años) propiciada por la falta de expectativas en las áreas rurales y la demanda de trabajadores en zonas industriales y urbanas. La dinámica del municipio es similar a otras regiones rurales.

### Economía
Destaca la explotación pizarrera, estando situada su cantera al sur de la población, con una explotación y extracción notable de este material, su implantación ha dado cierto dinamismo a la economía de las zonas colindantes, y en sus instalaciones también existe un centro de formación para trabajadores.

## Cultura

### Patrimonio
Su paisaje ha sido humanizado desde antiguo con presencia de castros en la sierra de la Culebra, y en la sierra de Sesnández (el Castrico y alto del Castro en Abejera), y unas antiguas minas de origen romano entre Cabañas y Sarracín de Aliste. De tiempos más modernos, mejor conservados y fruto de la integración humana con el medio tenemos:
- Vivienda y construcción auxiliar tradicional: La comarca presenta un poblamiento concentrado con construcciones típicas que aprovechan desde antiguo los recursos naturales (pizarra y cuarcita) así como por la explotación de la madera (roble, olmo…) en balconadas y puertas. La casa típica de Riofrío, responde a una serie de parámetros que son comunes en la comarca, estas características son la presencia de un corral delantero con un gran portalón de madera que hace las veces de entrada, al fondo se encuentra la vivienda propiamente dicha, suele ser de dos plantas. La planta baja se articula en torno a la cocina con su chimenea y horno, localizándose también los cuartos y despensa. La planta de arriba forma el “sobrao”, utilizado como almacén y trastero. También encontraremos diseminados por los pueblos pajares, fruto de la vocación ganadera donde se almacenaba la paja y la hierba segada en el verano para que las reses tuvieran alimento en invierno. También debemos mencionar la utilización del adobe como material de construcción sobre todo en las partes superiores de las edificaciones.
- Edificación civil y religiosa: La iglesia es de nueva construcción, ya que la antigua fue pasto de las llamas el 15 de agosto de 1969. Existe también en Riofrío una ermita.
- Molinos: Aprovechando los cursos de agua de cierta entidad han sido frecuentemente utilizados para moler el grano y obtener piensos para el ganado y harina para la fabricación de pan. Para su construcción se utilizó la abundante piedra de la zona, tanto cuarcita como pizarra. En su interior, formado por los mecanismos que permitan la molienda (rodezno, muelas, navija, tolva, tarabillo, farnero...) se utilizaba madera y en piedra. El número de molinos era históricamente muy importante aunque se han ido perdiendo debido al abandono, así por ejemplo en Riofrío hubo 17 molinos y un batán.
- Cortinas: En la zona de cultivo, para separar los terrenos y las huertas, se utilizaron lajas de piedra (cuarcita y pizarra) para construir muros de mampostería en seco.
- Corrales o pariciones: Son construcciones para guardar el ganado, utilizados por los pastores desde antiguo para proteger a las ovejas de las inclemencias del tiempo y del ataque del lobo. En Riofrío se pueden localizar en seis zonas: Valdemolinos, Majadales, Tozalfreno, Los Sarcios, Las Devesinas y Valderrodrigo; en general dispersos por las faldas de la sierra, en las majadas donde suele descansar el ganado. Son construcciones rudimentarias utilizando los materiales y elementos que ofrece el territorio, unos muros de cuarcita de forma redonda, ovalada o cuadrada y un techo de brezo o urz apoyado en vigas de roble que a su vez se sustentan en grandes lajas de pizarra. La parte central del corral está descubierta. Estos corrales se encuentran en diferente estado de conservación ya que algunos están en desuso y el abandono ha provocado que se derrumbe parte o la totalidad de la construcción.
- Fraguas: destinadas para la fabricación de herramientas y utensilios de hierro. Se conserva aún activa la de Riofrío de Aliste a orillas del río Becerril.
- Palomares: Construcciones con las que dar cobijo a las palomas, principalmente zurita y bravía. Riofrío conserva todavía muestras de este tipo de construcción, cuya característica principal es la de estar realizados en piedra y barro, fruto seguramente de ser zona de transición entre Tierra de Campos (construidos en barro) y Tras-os-montes (en piedra).
- Pontones y puentes: grandes piedras colocadas sobre los arroyos para vadearlos. Se pueden observar en casi cualquier arroyo de Aliste, en Riofrío existen varios en el mismo núcleo.

### Patrimonio inmaterial
Aparte de las fiestas patronales que se celebran en época estival, la Semana Santa y otras festividades, destaca por su notoriedad y singularidad cultural la "mascarada de invierno que en Riofrío se celebra el 1 de enero bajo la denominación de los Carochos. Esta festividad ha sido declarada "Fiesta de Interés Turístico Regional de Castilla y León", y en ella intervienen once personajes, cada uno de ellos con su propia indumentaria y utensilios (máscaras, tenazas, polainas, cencerros, capa, corcho...) y que pueden dividirse en tres grupos:
- Los diablos: carocho grande y carocho chiquito.
- Los guapos: el galán, la madama, el del tamboril y el del cerrón.
- Los ciegos: el molacillo, el ciego de atrás, la filandorra, el gitano y el del lino.

Todos ellos son representados por mozos del pueblo, que durante todo el día van recorriendo las calles del pueblo al son de canciones tradicionales y al compás marcado por los carochos, visitando a su paso cada una de las casas de la localidad.